# Juan Ruiz de Alarcón y Mendoza
Pour les articles homonymes, voir Ruiz et Alarcon.
Œuvres principales
La Vérité suspicieuse
Juan Ruiz de Alarcón, né Juan Ruiz de Alarcón y Mendoza le 2 octobre 1581 à Real de Taxco, Nouvelle Espagne (actuel État de Guerrero, Mexique) et mort le 4 août 1639  à Madrid en Espagne, est un dramaturge novohispain du début du XVIIe siècle.

## Biographie
Juan Ruiz de Alarcón est né à Real de Taxco, dans la vice-royauté de Nouvelle-Espagne, de parents espagnols, venus s'enrichir dans les affaires de l'industrie minière.
Il fit ses études à l'université de Mexico, et, en 1600, se rendit en Espagne, où il obtint, en 1605, un diplôme de droit à l'université de Salamanque. Il exerce quelque temps la profession d'avocat à Séville, avant de retourner en 1608 au Mexique, où il reprend ses études de droit et obtient le titre de licencié en droit le 21 février 1609. Il obtient un poste de « regidor » et, peu après, est engagé comme secrétaire du vice-roi.
Avec son titre de diplômé en droit, Juan Ruiz d'Alarcón présente à deux reprises sa candidature pour obtenir une chaire à la faculté, sans l'obtenir.
En 1613, probablement parce qu'il ne trouvait pas la possibilité de travailler en Nouvelle-Espagne, Juan Ruiz de Alarcón retourne à la métropole, où il essaie d'obtenir un poste de fonctionnaire, en arguant du fait qu'il est le fils d'un colonisateur. Il s'installe à Madrid et décide de se consacrer à la littérature.
Il commence à écrire des pièces de théâtre - des comédies - avec deux objectifs : subsister et être reconnu comme auteur dramatique, malgré le handicap d'être « indien », c'est-à-dire né en Amérique, et desservi par son physique (il était petit et bossu). Ses pièces sont représentées et rencontrent un certain succès.
Dans l'atmosphère intense du Siècle d'or espagnol, Ruiz de Alarcón aura du mal à trouver sa place et sera l'objet de moqueries et d'injures de la part d'esprits aussi élevés que Francisco de Quevedo, Lope de Vega, Luis de Góngora y Argote ou Calderón de la Barca. Ainsi, on attribue à Francisco de Quevedo, en faisant référence au physique disgracieux de Ruiz de Alarcón, la phrase suivante, pas spécialement gentille : « poitrine avec mollets ». Et Lope de Vega lui aurait dédié l'épigramme suivante :
« Tu as tant de bosses, Alarcón,
En arrière et en avant,
Qu'il est difficile pour les autres,
De savoir d'où tu viens,
Et où tu vas. »
En 1625, Juan Ruiz de Alarcón y Mendoza s'est vu octroyer la charge d'historien du Conseil des Indes. Il tentera, sans succès, durant ses dernières années, d'obtenir une charge dans une quelconque juridiction du Nouveau Monde.

## Œuvres
De son œuvre, ont été conservées une vingtaine de comédies, publiées en deux volumes en 1628 et 1634. La grande majorité de celles-ci sont des pièces dans lesquelles il dénonce la morale hypocrite au moyen d'une trame amoureuse et d'une magnifique structure dramatique.
Parmi les plus connues, on peut citer :
- L'Amitié punie
- La Vérité suspecte (La verdad sospechosa, 1630), trad. Michel Lévy, 1865
- La Grotte de Salamanque
- Les murs ont des oreilles (Las paredes oyen, 1628)
- Le Propriétaire des étoiles
- Les Faveurs du monde
- Se faire de nouveaux amis (Ganar amigos)
- Ressembler à soi-même
- Changer pour s'améliorer
- Les seins privilégiées (Los pechos privilegiados, 1625)
- Demandes prises en compte
- Cruauté pour l'honneur (La crueldad por el honor, 1634)

Parmi toutes celles-ci, La Vérité suspicieuse est considérée comme son chef-d'œuvre. Elle a été adaptée en français par Pierre Corneille sous le titre Le Menteur. Dans ses pièces, qui ont un grand contenu moral, soulignant les vertus de l'homme et critiquant les vices et les coutumes de l'époque, Ruiz de Alarcón dénonce l'ingratitude, la présomption et la médisance, parmi d'autres vices.
Juan Ruiz de Alarcón y Mendoza peut être placé à la hauteur des grands auteurs du théâtre espagnol du Siècle d'or : Lope de Vega, Tirso de Molina et Calderón de la Barca. Son théâtre brille d'un éclat particulier dans la production dramatique en langue espagnole du XVIIe siècle, par le profond intérêt qu'il porte aux problèmes moraux. La « comédie de caractères » constitue le principal apport de Ruiz de Alarcón à l'écriture théâtrale, car, à travers elle, se projettent les aspects psychologiques des personnages.